# Mémoire du passé
Mémoire du passé (Still Small Voices) est un téléfilm canadien réalisé par Mario Azzopardi, diffusé aux États-Unis le 6 janvier 2007 sur Lifetime Movie Network.

## Fiche technique
- Titre original : Still Small Voices
- Réalisation : Mario Azzopardi
- Scénario : Jolene Rice
- Photographie : Michael Storey
- Musique : Stacey Hersh
- Société de production : Chesler/Perlmutter Productions
- Pays : Canada
- Durée : 90 minutes

## Distribution
- Catherine Bell (VF : Clara Borras) : Michael Summer
- Mark Humphrey (en) (VF : Guillaume Lebon) : Ash Summer
- Damir Andrei (VF : Julien Thomast) : Bud Atherton
- Deborah Grover (VF : Monique Nevers) : Anne Hartley
- George Buza (en) : Terrance Reed
- Eugene Clark (en) : Sergent Gillett
- Brian Kaulback : Obstétricien
- Emily Swiss : Carrie Waiverly
- Mimi Kuzyk : Docteur Elaine Trussle
- Jason Barbeck : Interne
- Lawrence Dane : Henry Waiverly
- Barbara Gordon : Silva Waiverly
- Colleen Williams (VF : Anne Ludovik) : Alice Lipton
- James Downing : Gardien de prison
- Charles Martin Smith (VF : Vincent Violette) : Burton Hayes
- Araby Lockhart : Vieille femme
- Marcia Bennett : Diane
- Alan Catlin : Administrateur de l'hôpital
- Heidi Hayes : Lisa Pinkman
- Kendra Mio : Nellie Lipton

 Source et légende : version française (VF) sur RS Doublage et selon le carton du doublage français télévisuel.